# Branimir Grozdanov
Branimir Grozdanov (Sofia, 21 maggio 1994) è un pallavolista bulgaro, schiacciatore dell'Hekimoğlu.

## Carriera

### Club
La carriera di Branimir Grozdanov inizia nella stagione 2012-13 quando entra a far parte del CSKA Sofia, in Superliga, con cui resta per due annate. Nella stagione 2014-15 si trasferisce nei Belgio per giocare con il Maaseik, militante in Liga A.
Per il campionato 2015-16 è al club turco del Beşiktaş, in Voleybol 1. Ligi, mentre in quello successivo si accasa al Porto Robur Costa, nella Superlega italiana. Nella stagione 2017-18 viene ingaggiato dall'Arago de Sète, a cui rimane legato per due annate, nella Ligue A francese, mentre per la stagione 2019-20 torna in Superlega, questa volta all'Argos di Sora.
Nel campionato 2020-21 veste la maglia del Qatar SC, militante in Qatar Volleyball League. Da quindi ritorno nella massima divisione turca poco dopo l'inizio del campionato seguente, approdando al Solhan, restando in Efeler Ligi anche nell'annata 2022-23, indossando per un breve periodo la casacca del Develi, prima di trasferirsi all'Hekimoğlu.

### Nazionale
Nel 2012 fa parte della nazionale Under-20 bulgara, mentre nel 2013 è in quella Under-21.
Nel 2015 ottiene le prime convocazioni nella nazionale maggiore, con cui si aggiudica nello stesso anno la medaglia d'argento ai I Giochi europei.

## Palmarès

### Nazionale (competizioni minori)
- Giochi europei 2015